# ロッブリー県

ロッブリー県
จังหวัดลพบุรี

- この項目は英語版を元に作成されています。

ロッブリー県（ロッブリーけん、タイ語:จังหวัดลพบุรี）はタイ王国・中部の県（チャンワット）の1つである。ペッチャブーン県、チャイヤプーム県、ナコーンラーチャシーマー県、サラブリー県、アユタヤ県、アーントーン県、シンブリー県、ナコーンサワン県と接する。

## 地理
ロッブリー県はチャオプラヤー川東部に広がっている。比較的平坦な土地が広がっている。

## 歴史
ロッブリーの歴史はタイ族南下以前に遡ることができる。
ロッブリーは6世紀～11世紀に存在したドヴァーラヴァティー時代にすでに都市が開発され、ラヴォーと呼ばれていた。
7世紀に真臘の影響を受け、ラヴォー王国がドヴァーラヴァティー王国から独立。
9世紀にクメール王朝がこのロッブリーを領有したが、1115年（タイ仏暦1658年）と1155年（タイ仏暦1698年）の二回、中国と交易をするための大使を送るため一時的に独立させた。
その後1289年（タイ仏暦1832年）にも独立したが、すぐにスコータイ王朝の支配下に入った。
17世紀、アユタヤ王朝のナーラーイ王はオランダの侵攻を恐れ、すぐにでも遷都できるよう、ロッブリーを副都に定めた。

## 県章
県章にはナーラーイ王がデザインされている。

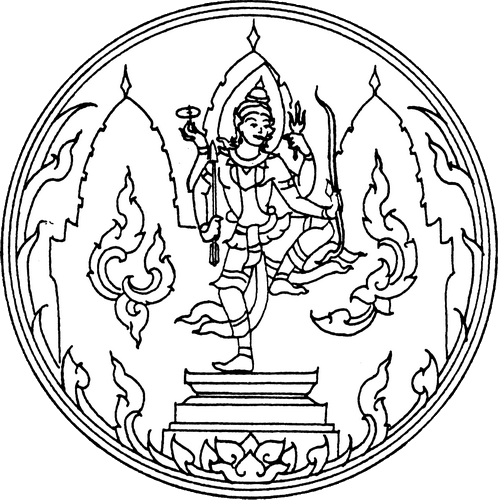
県章

県木・県花はミサキノハナ（Mimusops elengi）。

## 行政区
ロッブリー県は11郡（アムプー）に分かれ、その下に124の町（タムボン）、1110の村（ムーバーン）がある。
| ロッブリー県の郡 | 1. ムアンロッブリー郡 2. パッタナーニコム郡 3. コークサムローン郡 4. チャイバーダーン郡 5. ターウン郡 6. バーンミー郡 7. タールワン郡 8. サボート郡 9. コークチャルーン郡 10. ラムソンティ郡 11. ノーンムワン郡 |

## その他
ロッブリー県には2013年5月現在において、タイ王国内で最大規模の太陽光発電所である、ロッブリー太陽光発電所が設置されている

。
2018年1月、三重県内で暴力団幹部を殺害した容疑で国際手配をかけられていた日本人が県内で逮捕されている。